# San Paolo Ripa d'Oglio
San Paolo Ripa d'Oglio è una frazione  del comune italiano di Piadena Drizzona, in provincia di Cremona. 
Già comune autonomo, nel 1867 fu soppresso e aggregato al comune di Vho, a sua volta soppresso e aggregato a Piadena nel 1928.
A partire dal 2019, con la fusione tra i comuni di Piadena e Drizzona, fa parte del nuovo comune di Piadena Drizzona.